# Porchetus de Salvaticis
 (décembre 2021).
Porchetus de Salvaticis est un moine et hébraïsant italien du Moyen Âge, né à Gênes et mort vers 1315.

## Biographie
Porchetus Salvagio (en latin De Silvaticis) nait à Gênes au XIIIe siècle. Sa famille, les Salvago, tient un rang distingué parmi les sénateurs de la République. Il entre dans l’ordre des chartreux, qu’il édifie par sa piété et par son amour du travail. Ayant étudié l’hébreu avant de rejoindre les ordres, il continue cette étude dans le silence du cloître. Il meurt vers 1315.

## Œuvres
- Victoria Porcheti adversus impios Hebræos, in qua tum ex sacris literis, tum ex dictis Talmud, ac Caballistarum et aliorum omnium authorum, quos Hebræi recipiunt, monstratur veritas catholicæ fidei, Paris, Gilles de Gourmont, 1520 (lire en ligne). Nous devons à Agostino Giustiniani, évêque de Nebbio, la publication de cet ouvrage, qu’il eut beaucoup de peine à mettre en ordre, et qu’il dédia à Guillaume Petit, évêque de Troyes, confesseur du roi. Si l’on voulait s’en rapporter à l’éditeur, le livre de Porchetus serait le meilleur qui eût encore paru jusqu’alors dans ce genre ; mais si l’on adopte le jugement un peu sévère de quelques critiques, et notamment de l’abbé Houteville, on rabattra beaucoup de cette bonne opinion. « Le pieux chartreux, dit celui-ci, montra plus de zèle que de force et servit moins sa cause qu’elle ne le servit elle-même. » Porchetus a puisé son érudition rabbinique dans le Pugio Fidei de Raimond Martin, dominicain catalan, mort en 1286 (Paris, 1651 ; Leipzig, 1687, in-fol.) Tout le monde en demeure d’accord, et il en convient lui-même en ces termes : « A Raimundo Martino sumpsi hujus libelli materiam in plerisque compilandi. » On a prétendu, d’après le P. Morin, que Pietro Colonna Galatino, mineur observantin, mort en 1532, avait copié Porchetus dans son ouvrage intitulé De arcanis catholicæ veritatis libri 12, de l’imprimerie de Soncini, 1518 ; Bâle, 1550, 1561, 1591 ; Paris, 1602 ; Francfort, 1602, 1612, 1672, in-fol., et qu’il avait gardé sur son plagiat un coupable silence. Sans vouloir le disculper de son ingratitude, nous dirons avec Carpzov et quelques autres savants qu’il est probable que Porchetus et Galatino ont également puisé dans Raimond Martin, et que c’est là ce qui produit cet air de ressemblance qu’on remarque dans leurs écrits. Il existe un assez grand nombre d’ouvrages polémiques, composés par des rabbins sous le titre de Victoria (Nizzacoù). Nous sommes porté à croire qu’ils sont principalement dirigés contre celui de Porchetus, quoique cet auteur n’y soit pas nommé.
- De entibus trinis et unis, inédit ;
- De sanctissima Virgine Maria, inédit.